# Giorgi Giorgadze
Giorgi Giorgadze, gruz. გიორგი გიორგაძე (ur. 10 października 1964) – gruziński szachista i sędzia szachowy (FIDE Arbiter od 2013), arcymistrz od 1993 roku. Prezydent Gruzińskiej Federacji Szachowej.

## Kariera szachowa
Od pierwszych lat 80. XX wieku należał do czołówki gruzińskich szachistów. W 1982 i 1988 r. zwyciężył w mistrzostwach GSRR. Pomiędzy 1992 a 2000 r. pięciokrotnie z rzędu wystąpił na szachowych olimpiadach (najlepszy wynik: VI m. w 2000 r. w Stambule), w 1996 r. zdobywając brązowy medal za indywidualny wynik na II szachownicy. Był również reprezentantem Gruzji na drużynowych mistrzostwach Europy (1992, 1997, 1999) oraz świata (2005).
W 1989 r. zakwalifikował się do finałowego turnieju o tytuł mistrza Związku Radzieckiego, zajmując w Odessie XII miejsce. W 1997 r. wystąpił w rozegranych systemem pucharowym w Groningen mistrzostwach świata, w I rundzie zwyciężył Etienne Bacrota, a w drugiej przegrał z Michaelem Adamsem i odpadł z dalszej rywalizacji. W 2007 r. zdobył w Tbilisi brązowy medal indywidualnych mistrzostw Gruzji.
Wielokrotnie startował w turniejach międzynarodowych, zwyciężając bądź dzieląc I miejsca m.in. w:
- Nałęczowie (1989),
- San Sebastián (1991, wspólnie z m.in. Zurabem Azmaiparaszwilim, Elizbarem Ubiławą, Jonny Hectorem i Zsuzszą Polgar),
- Mondariz – trzykrotnie (1994, wspólnie z Władimirem Dimitrowem; 1999, wspólnie z m.in. Olegiem Korniejewem i Mihaiem Subą oraz 2001, wspólnie z Lazaro Bruzonem),
- Ankarze (1995, turniej strefowy, wspólnie z Vasiliosem Kotroniasem i Aszotem Anastasianem),
- A Corunie – dwukrotnie (1995, wspólnie z Aleksą Strikoviciem oraz 1996, wspólnie z m.in. Branko Damljanoviciem, Lwem Psachisem i Rusłanem Pogorełowem),
- Bad Wörishofen (1998, wspólnie z Konstantinem Lernerem, Rustemem Dautowem, Lwem Gutmanem i Władimirem Jepiszynem)[8],
- Benasque (2002, turniej kołowy).

Najwyższy ranking w karierze osiągnął 1 lipca 1997 r., z wynikiem 2625 punktów dzielił wówczas 43-46. miejsce na światowej liście FIDE, jednocześnie zajmując 2. miejsce (za Zurabem Azmaiparaszwilim) wśród gruzińskich szachistów.